# Ericaceae
Le Ericacee (Ericaceae Juss., 1789) sono una famiglia di piante appartenente all'ordine Ericales.

## Descrizione
La famiglia comprende piante arbustive perenni, suffrutticose.

Presentano foglie alterne, opposte o verticillate, intere o leggermente lobate.

Il fiore ha un perianzio con calice gamosepalo di cinque pezzi il più delle volte persistente, corolla gamopetala di 5 o 4 pezzi e assume un aspetto "urceolato" (piccolo recipiente) dove ci sono 4 o 5 lobi che testimoniano il numero dei pezzi fiorali. L'androceo è composto da 5 stami (es. Azalea), da 8 (es. Rhododendron), o da 10. L'ovario è supero o infero, pluricarpellare con molti ovuli.
I frutti sono capsule secche o bacche carnose indeiscenti.

## Tassonomia

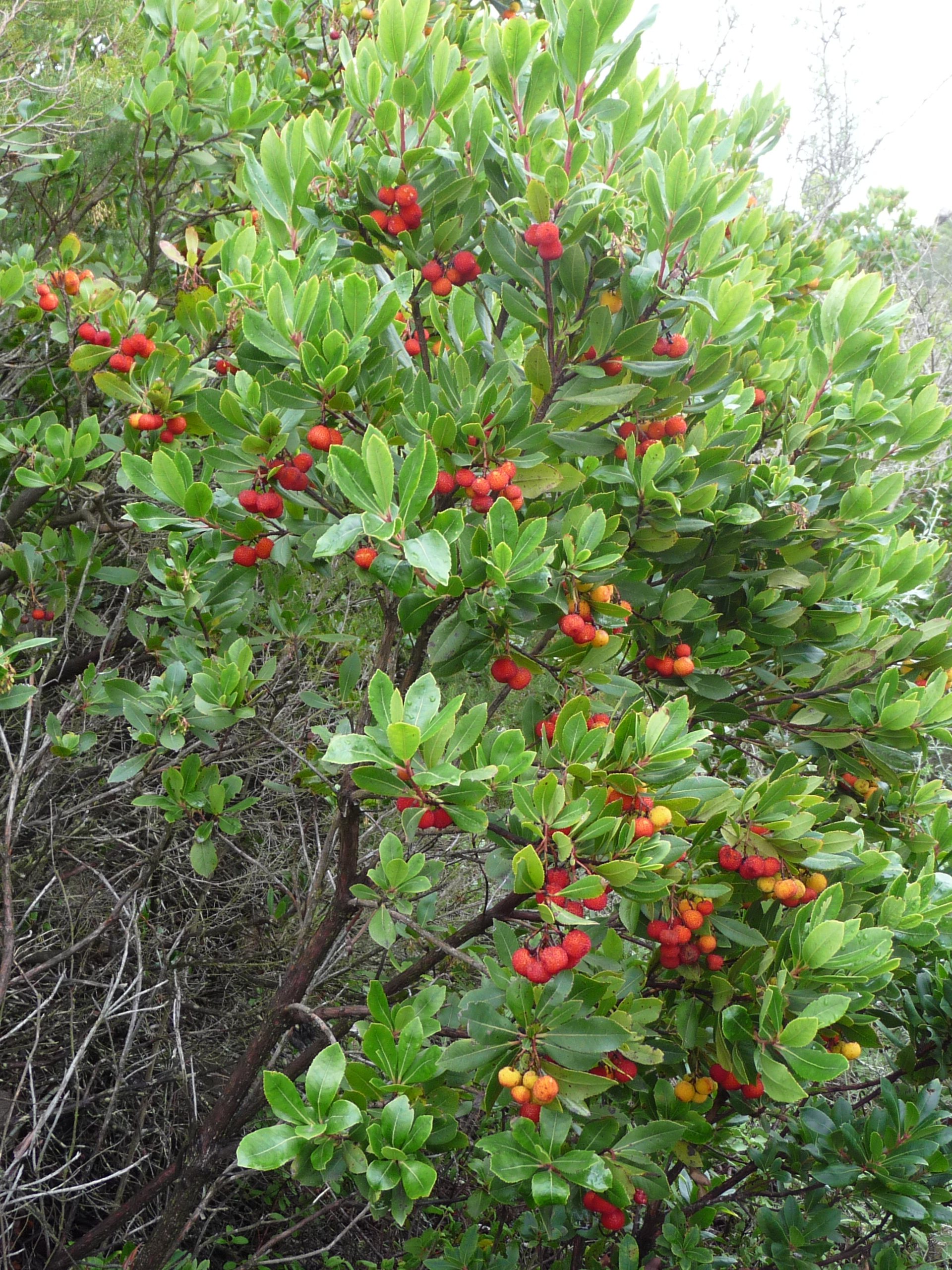
Arbutus unedo (Arbutoideae)

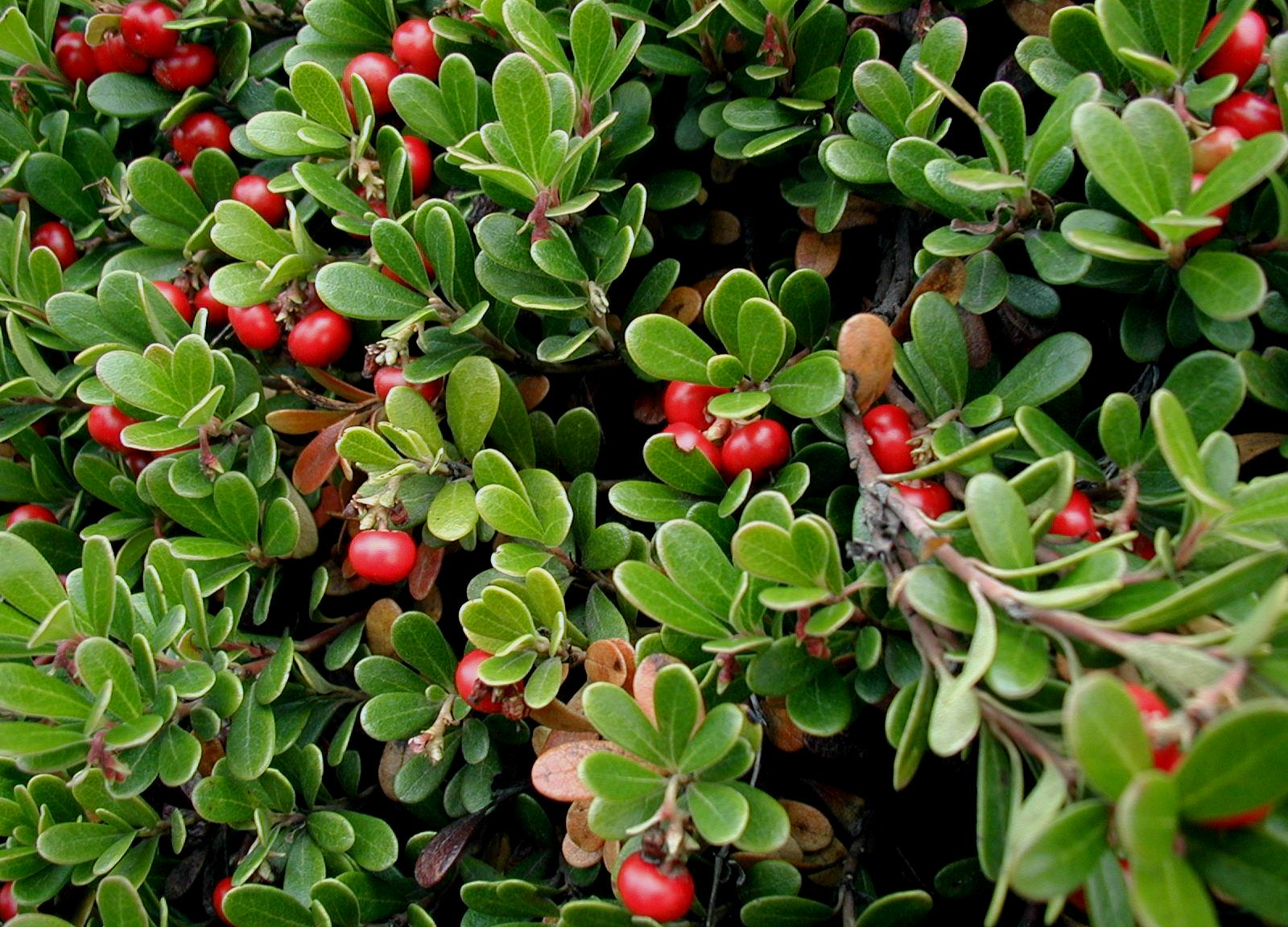
Arctostaphylos uva-ursi (Arbutoideae)

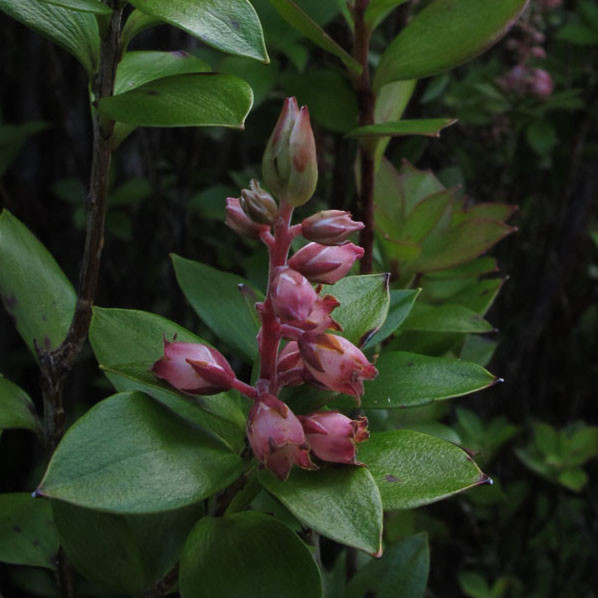
Archeria racemosa (Epacridoideae, Archerieae)

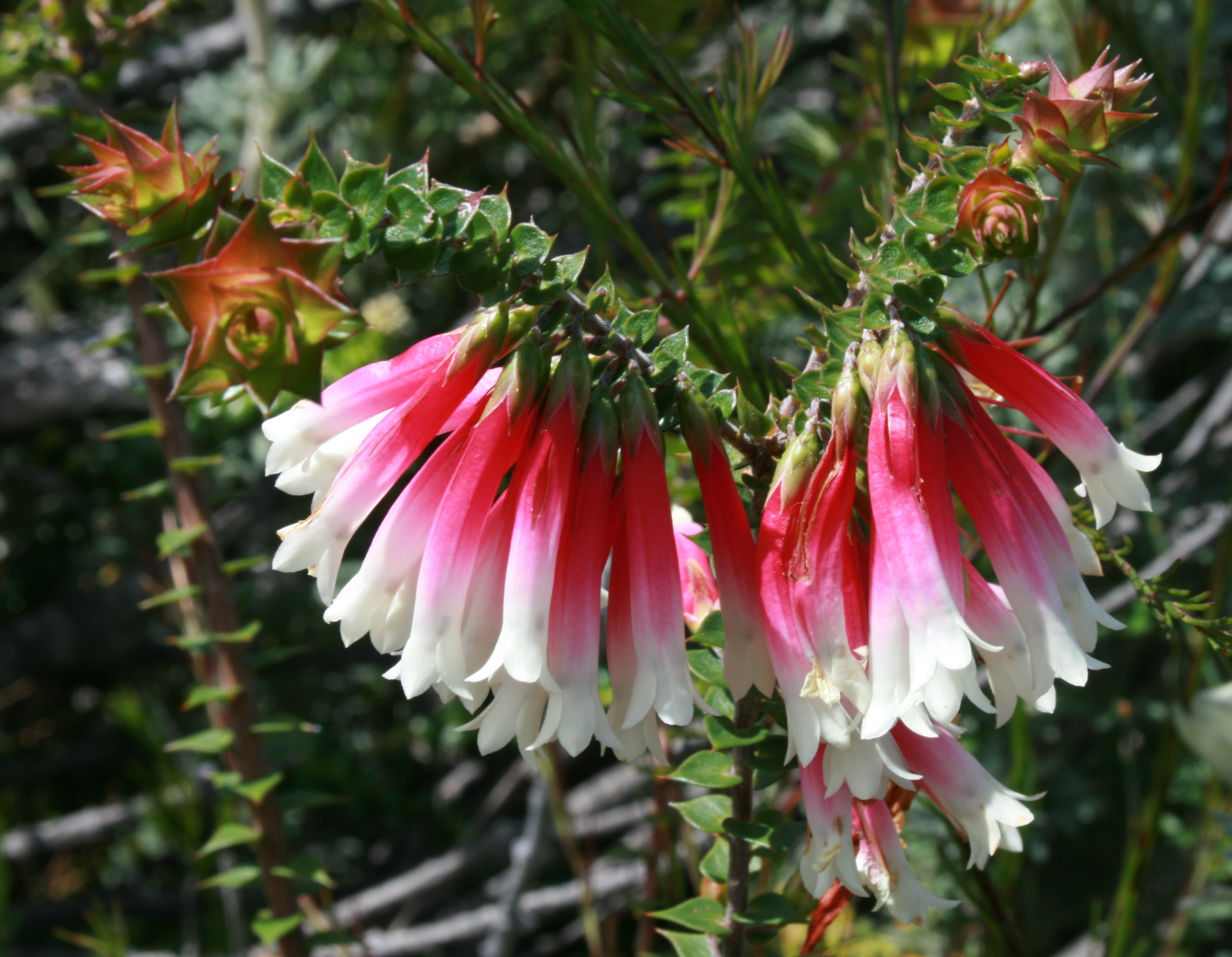
Epacris longiflora (Epacridoideae, Epacrideae)

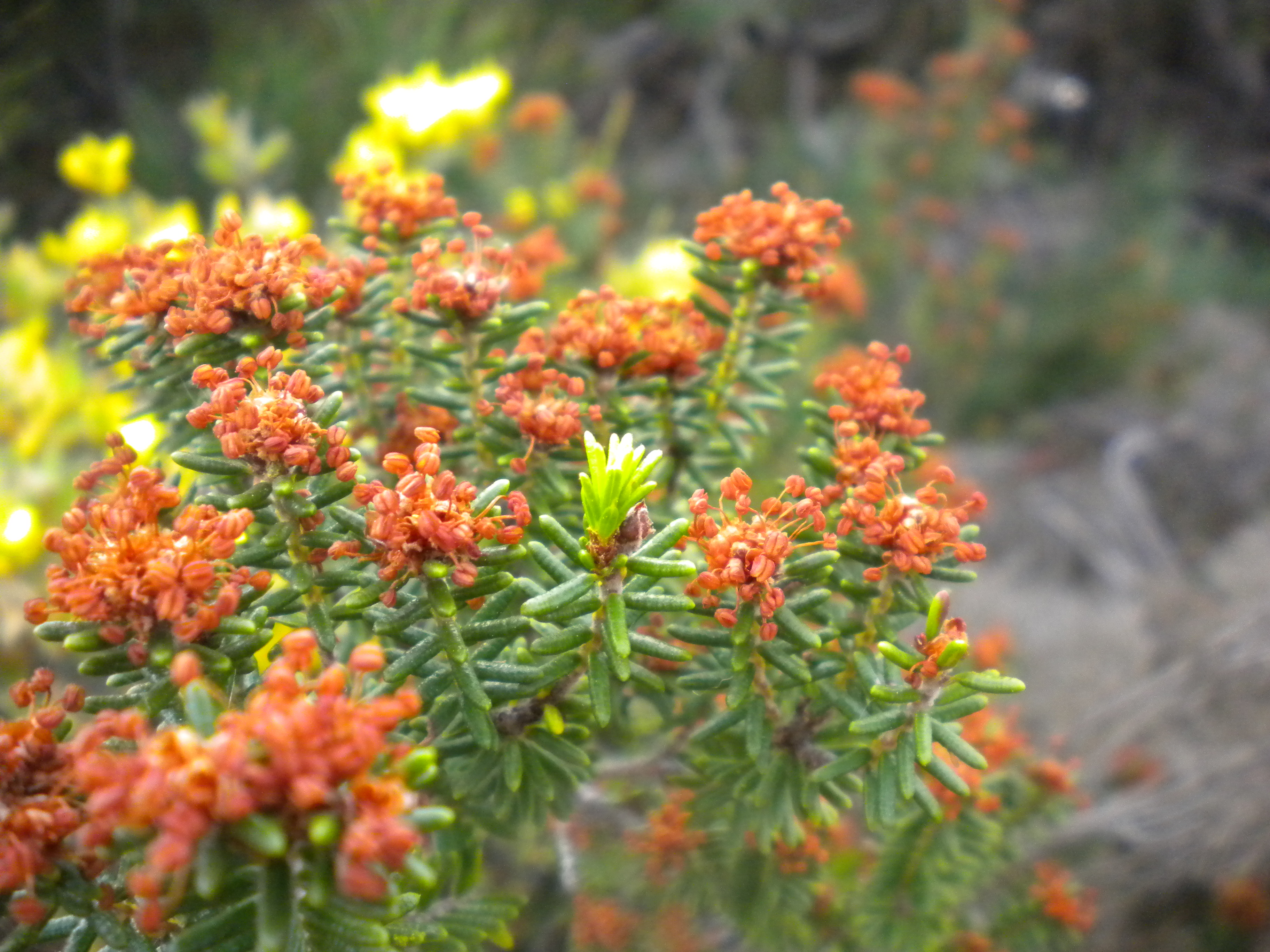
Corema album (Ericoideae, Empetreae)

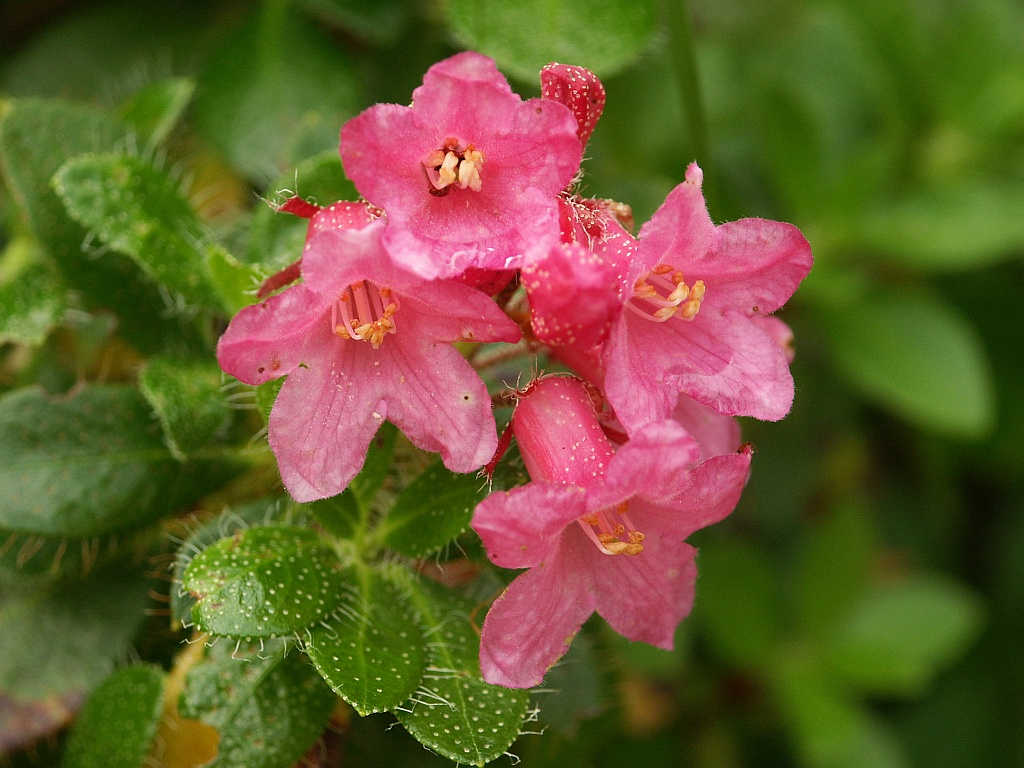
Rhododendron hirsutum (Ericoideae, Rhodoreae)

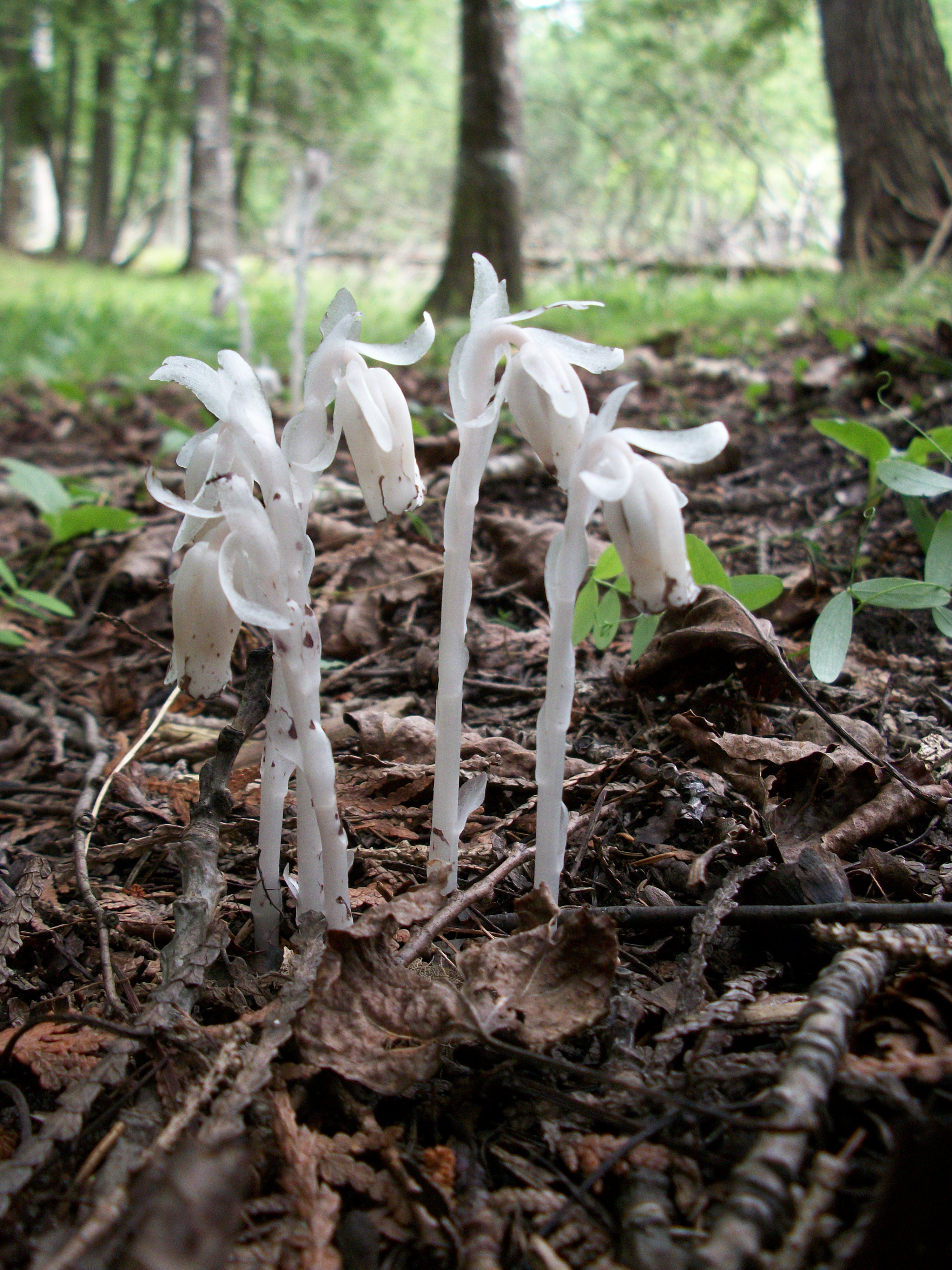
Monotropa uniflora (Monotropoideae, Monotropeae)

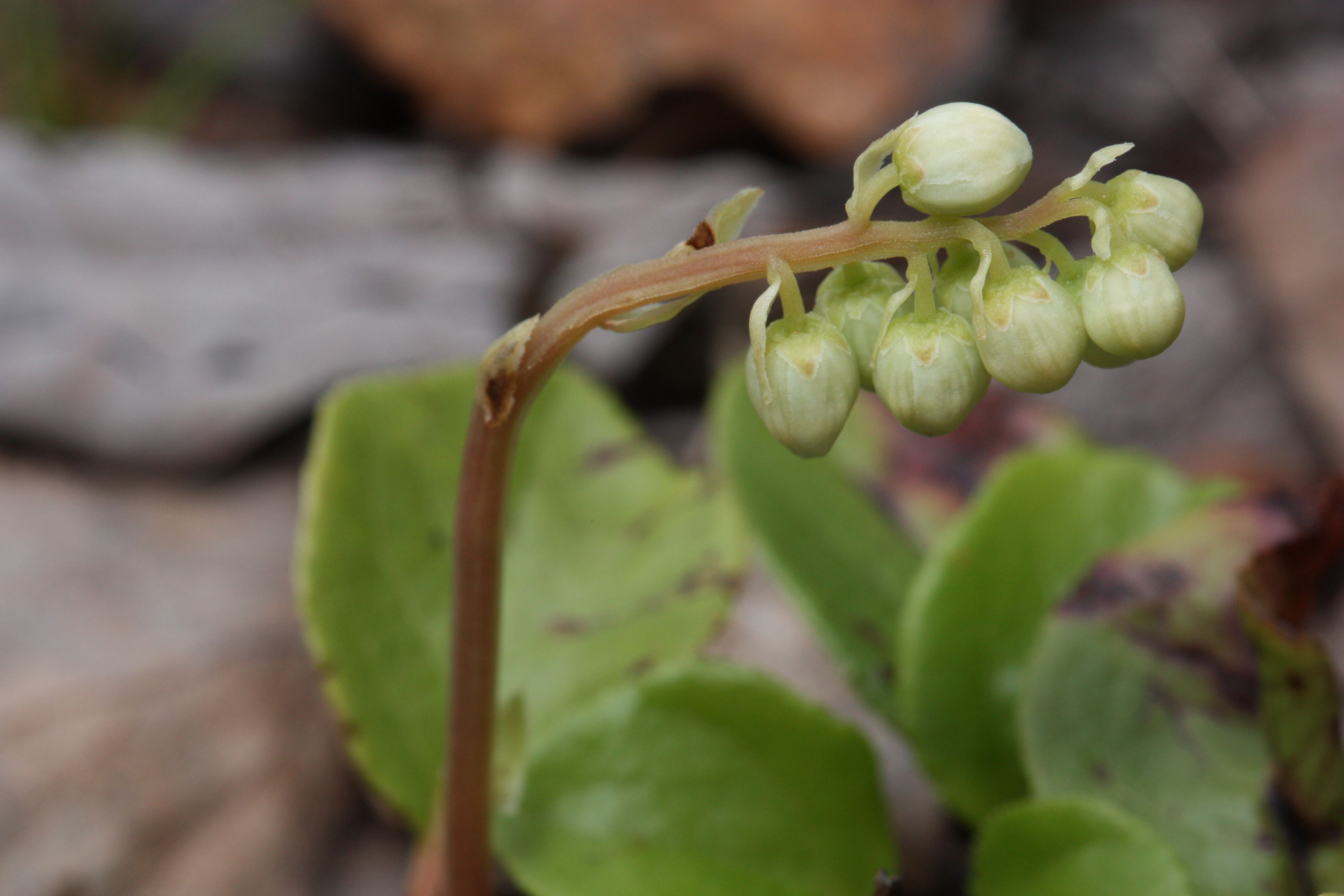
Orthilia secunda (Monotropoideae, Pyroleae)

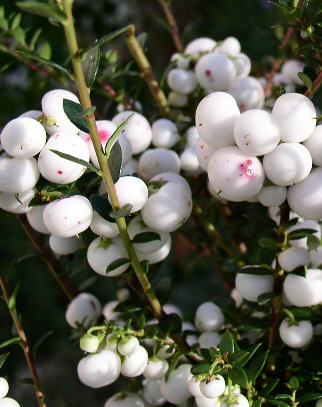
Gaultheria mucronata (Vaccinioideae, Gaultherieae)

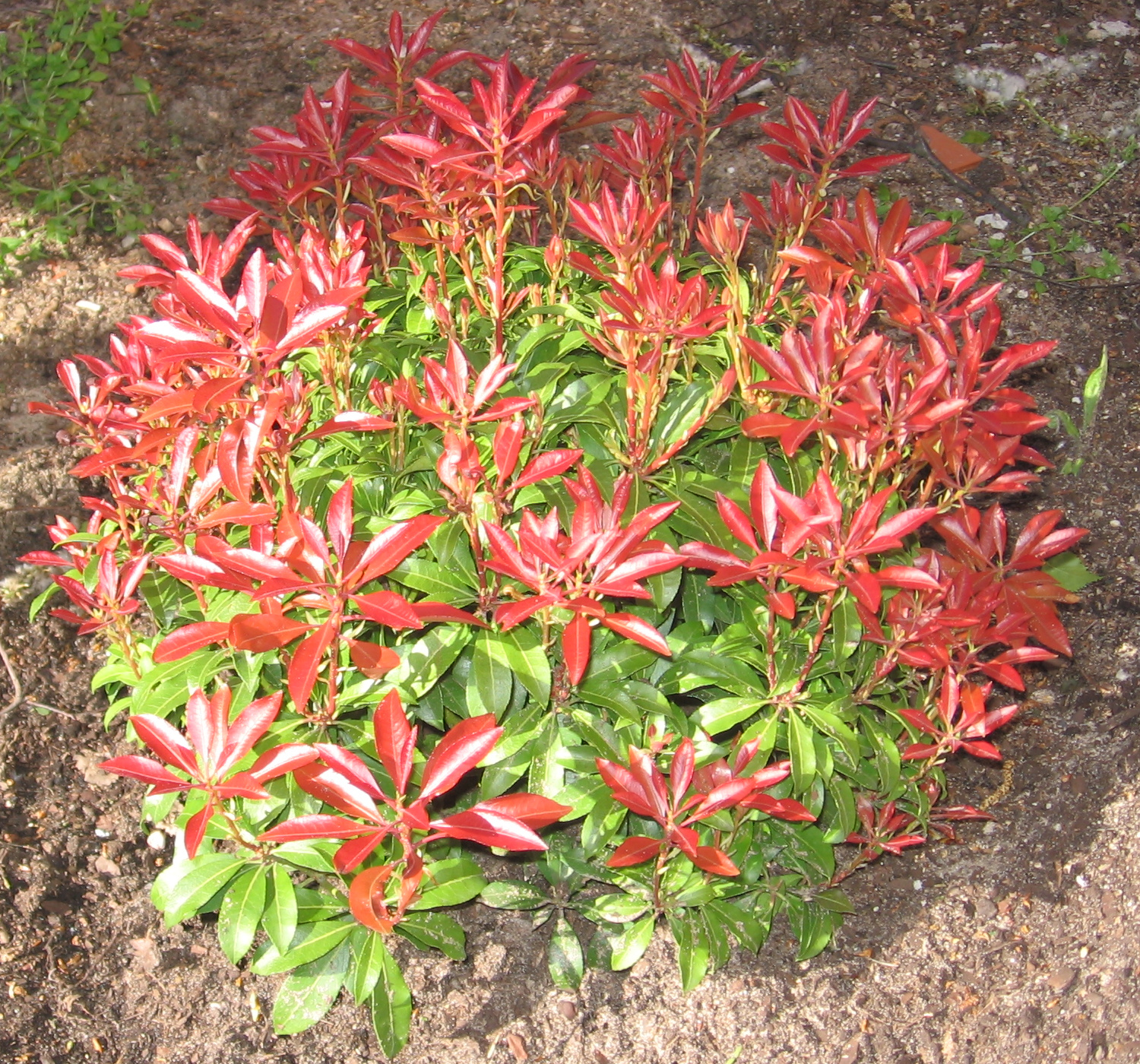
Pieris japonica (Vaccinioideae, Lyonieae)

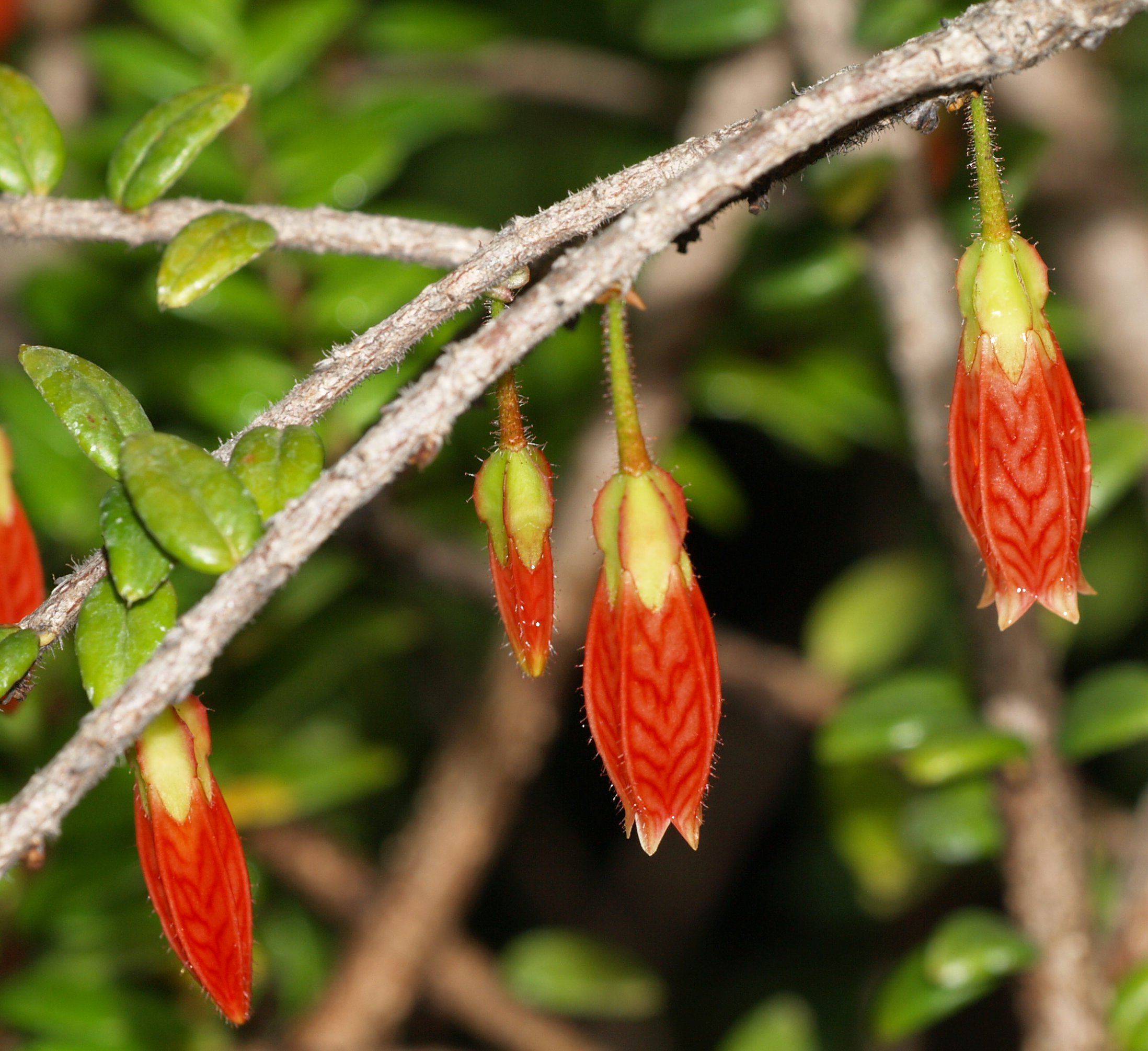
Agapetes serpens (Vaccinioideae, Vaccinieae)

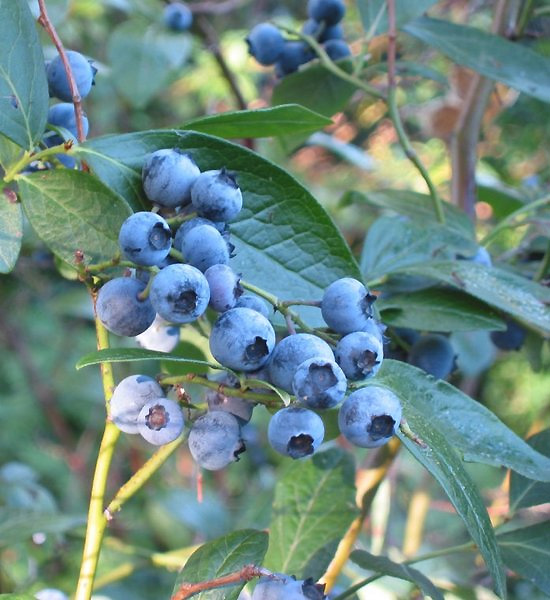
Vaccinium corymbosum (Vaccinioideae, Vaccinieae)

La famiglia Ericaceae comprende oltre 3 000 specie, suddivise in sette sottofamiglie, 20 tribù e 121 generi:
- Sottofamiglia Arbutoideae
  - Arbutus L.
  - Arctostaphylos Adans.
  - Arctous Nied.
  - Comarostaphylis Zucc.
  - Ornithostaphylos Small
  - Xylococcus Nutt.
- Sottofamiglia Cassiopoideae
  - Cassiope D.Don
- Sottofamiglia Enkianthoideae
  - Enkianthus Lour.
- Sottofamiglia Epacridoideae (sin. Styphelioideae[5])
  - Tribù Archerieae
    - Archeria Hook.f.

  - Tribù Cosmelieae
    - Andersonia R.Br.
    - Cosmelia R.Br.
    - Sprengelia Sm.

  - Tribù Epacrideae
    - Epacris Cav.
    - Lysinema R.Br.
    - Woollsia F.Muell.

  - Tribù Oligarrheneae
    - Dielsiodoxa Albr.
    - Needhamiella L.Watson
    - Oligarrhena R.Br.

  - Tribù Prionoteae
    - Lebetanthus Endl.
    - Prionotes R.Br.

  - Tribù Richeeae
    - Dracophyllum Labill.
    - Richea R.Br.
    - Sphenotoma Sweet

  - Tribù Styphelieae
    - Acrothamnus Quinn
    - Acrotriche R.Br.
    - Agiortia Quinn
    - Androstoma Hook.f.
    - Astroloma R.Br.
    - Brachyloma Sond.
    - Coleanthera Stschegl.
    - Conostephium Benth.
    - Croninia J.W.Powell
    - Cyathodes Labill.
    - Cyathopsis Brongn. & Gris
    - Decatoca F.Muell.
    - Leptecophylla C.M.Weiller
    - Leucopogon R.Br.
    - Lissanthe R.Br.
    - Melichrus R.Br.
    - Monotoca R.Br.
    - Montitega C.M.Weiller
    - Pentachondra R.Br.
    - Planocarpa C.M.Weiller
    - Styphelia Sm.
    - Trochocarpa R.Br.
- Sottofamiglia Ericoideae
  - Tribù Bryantheae
    - Bryanthus S.G.Gmel.
    - Ledothamnus Meisn.

  - Tribù Empetreae
    - Ceratiola Michx.
    - Corema D.Don
    - Empetrum Tourn. ex L.

  - Tribù Ericeae
    - Calluna Salisb.
    - Daboecia D.Don
    - Erica Tourn. ex L.

  - Tribù Phyllodoceae
    - Bejaria Mutis
    - Elliottia Muhl. ex Elliott
    - Epigaea L.
    - Kalmia L.
    - Kalmiopsis Rehder
    - Phyllodoce Salisb.
    - Rhodothamnus  Rchb.

  - Tribù Rhodoreae
    - Rhododendron L.
- Sottofamiglia Monotropoideae
  - Tribù Monotropeae
    - Allotropa Torr. & A.Gray
    - Cheilotheca Hook.f.
    - Eremotropa Andres
    - Hemitomes A.Gray
    - Monotropa L.
    - Monotropastrum Andres
    - Monotropsis Schwein. ex Elliott
    - Pityopus Small
    - Pleuricospora A.Gray

  - Tribù Pterosporeae
    - Pterospora Nutt.
    - Sarcodes Torr.

  - Tribù Pyroleae (da alcuni AA elevata al rango di sottofamiglia Pyroloideae)
    - Chimaphila Pursh
    - Moneses Salisb. ex Gray
    - Orthilia Raf.
    - Pyrola L.
- Sottofamiglia Vaccinioideae
  - Tribù Andromedeae
    - Andromeda L.
    - Zenobia  D.Don

  - Tribù Gaultherieae
    - Chamaedaphne Moench
    - Eubotryoides (Nakai) H.Hara
    - Eubotrys Nutt.
    - Gaultheria Kalm ex L.
    - Leucothoe D.Don

  - Tribù Lyonieae
    - Agarista D.Don ex G.Don
    - Craibiodendron W.W.Sm.
    - Lyonia Nutt.
    - Pieris D.Don

  - Tribù Oxydendreae
    - Oxydendrum DC.

  - Tribù Vaccinieae
    - Agapetes D.Don ex G.Don
    - Anthopteropsis A.C.Sm.
    - Anthopterus Hook.
    - Cavendishia Lindl.
    - Ceratostema Juss.
    - Costera J.J.Sm.
    - Demosthenesia A.C.Sm.
    - Didonica Luteyn & Wilbur
    - Dimorphanthera (Drude) F.Muell.
    - Diogenesia Sleumer
    - Disterigma (Klotzsch) Nied.
    - Gaylussacia Kunth
    - Gonocalyx Planch. & Linden
    - Lateropora A.C.Sm.
    - Macleania Hook.
    - Mycerinus  A.C.Sm.
    - Notopora Hook.f.
    - Oreanthes Benth.
    - Orthaea Klotzsch
    - Paphia Seem.
    - Pellegrinia Sleumer
    - Periclesia A.C.Sm.
    - Plutarchia A.C.Sm.
    - Polyclita A.C.Sm.
    - Psammisia Klotzsch
    - Rigiolepis Hook.f.
    - Rusbya Britton
    - Satyria Klotzsch
    - Semiramisia Klotzsch
    - Siphonandra Klotzsch
    - Sphyrospermum Poepp. & Endl.
    - Themistoclesia Klotzsch
    - Thibaudia Ruiz & Pav. ex J.St.-Hil.
    - Utleya Wilbur & Luteyn
    - Vaccinium L.

La sottofamiglia Harrimanelloideae, comprendente una unica specie Harrimanella hypnoides (L.) Coville, 1901( = Cassiope hypnoides (L.) D.Don, 1834), non è più ritenuta valida.